# Доньон, Луи Фуко
Луи Фуко (фр. Louis Foucault; ок. 1616, Крозан — 10 ноября 1659, Париж), граф дю Доньон — французский военный деятель, маршал Франции.

## Биография
Второй сын Габриеля II Фуко, виконта дю Даньона, губернатора Ла-Марша, и Жанны Пуссар.
Воспитывался в качестве пажа у кардинала Ришельё, затем состоял при герцоге де Брезе, который добился для Фуко должности вице-адмирала Франции. В этом качестве служил во флоте (в «морских армиях короля») и участвовал в сражении с испанцами у Кадиса 22 июля 1640. Два испанских корабля были сожжены, остальные, пользуясь темнотой, укрылись в порту. В 1641 году был в составе эскадры, посланной на помощь португальцам в начавшейся освободительной войне.
30 июня 1642 участвовал в бою с испанцами на Барселонском рейде; французы потеряли один корабль, испанцы два. В бою у каталонского побережья 1 июля ни одна из сторон не имела преимущества.
Генеральный наместник губернаторства Олеронского Бруажа и прилегающих островов, после отставки герцога де Брезе (12.06.1643).
В 1644 году флот начал блокаду Таррагоны, обложенной маршалом дю Плесси-Праленом с суши. После снятия осады маршал выступил против испанской армии. 2 июня граф дю Доньон после отставки графа де Жонзака стал генеральным наместником Они и Ла-Рошели.
В 1645 году служил на эскадре, блокировавшей Росас, который капитулировал 26 мая. Кампмаршал (9.05.1646), участвовал в бою у Орбетелло 14 июня, закончившемся поражением испанского флота. Командовавший французами адмирал Брезе собирался преследовать неприятеля, когда пушечное ядро оторвало ему голову. Принявший командование Доньон увел корабли в Тулон, чтобы скорее вернуться в свое наместничество в Бруаже. Отсутствие флота вынудило французов в июле снять осаду Орбетелло, но решение Фуко, озабоченного удержанием контроля над Бруажем, Ре, Олероном и укреплениями Ла-Рошели, проложило ему дорогу к маршальскому жезлу.
Патентом от 6 июня 1648 набрал Бруажский пехотный полк, ставший гарнизоном в крепости. Во время Фронды принял сторону принца Конде, в декабре 1651 был смещен с поста наместника, а его полк распущен.
В 1653 году примирился с королевским двором и 20 марта был восстановлен на посту генерального наместника Они, а также назначен маршалом Франции и зарегистрирован в Коннетаблии 16 марта 1654. Вместо графа дю Доньона стал именоваться маршалом Фуко; в июне был отставлен от наместничества и покинул военную службу. Умер в своем особняке в Париже на улице Гренель и был погребен в парижской церкви Аве-Мария.

## Семья
Жена: Мари Фурре де Дампьер (ок. 1630—25.04.1696), дочь Шарля Фурре, сеньора де Дампьера, и Мари де Лаланд
Дети:
- три сына (ум. детьми)
- Луиза-Мари (ум. 1709). Муж: маркиз Мишель де Кастельно-Мовисьер (ум. 1672), губернатор Бреста, сын маршала Франции Жака де Кастельно
- Констанс. Муж: Изаак-Рено де Пон, маркиз де Лаказ